# Schlüsselschalter

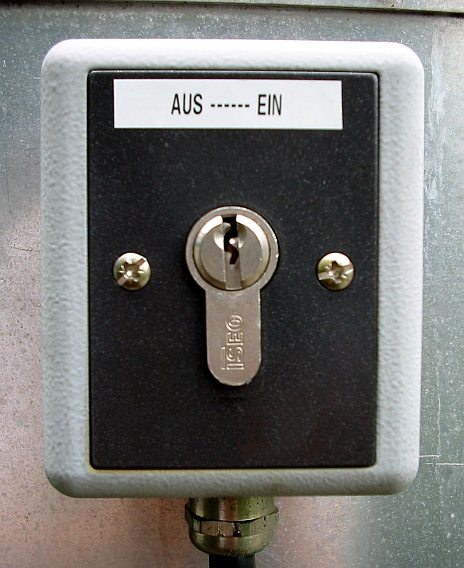
Schlüsselschalter

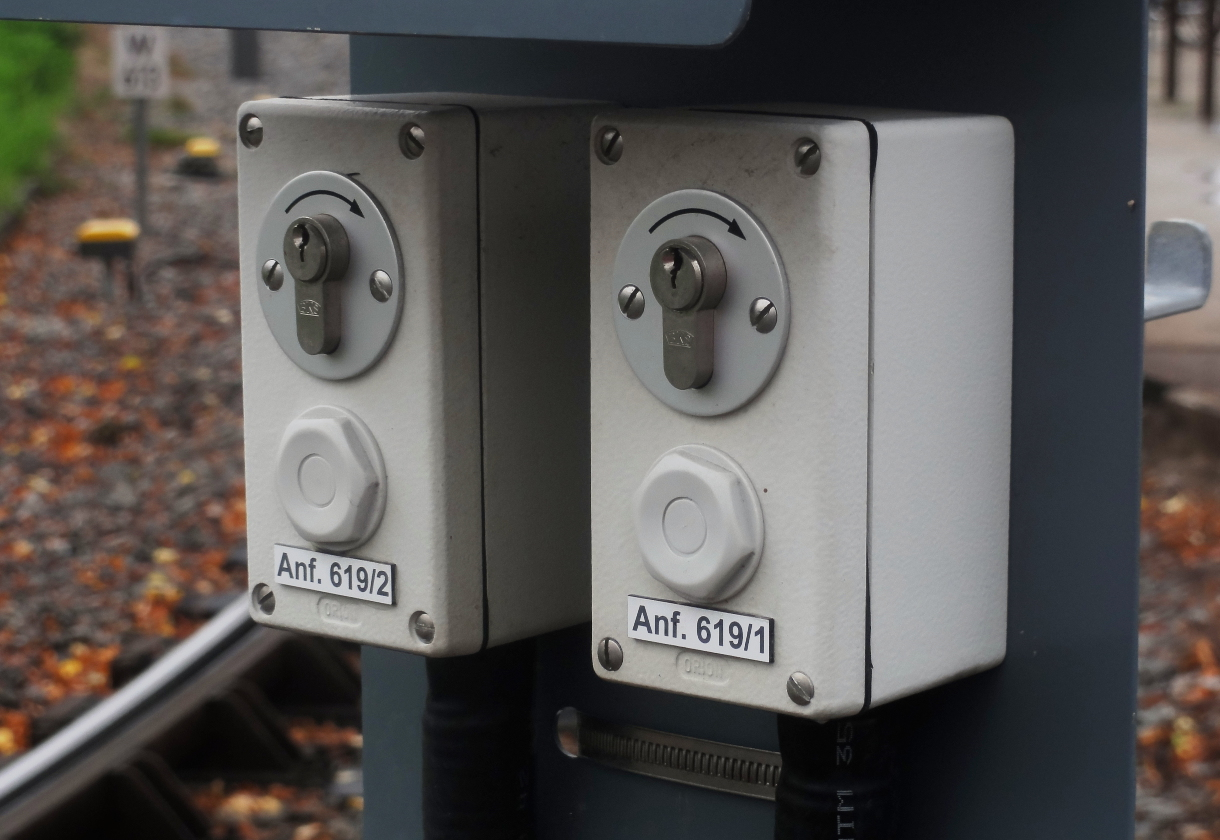
Schlüsselschalter an einem Eisenbahnsignal

Schlüsseltaster und Schlüsselschalter sind elektrische Schalter, die aus Sicherheitsgründen mit einem Schloss kombiniert sind. Der Schaltvorgang kann daher nur von einem befugten Personenkreis unter Zuhilfenahme des passenden Schlüssels ausgeführt werden.
Ein Schlüsseltaster dient der Auslösung eines Impulses, etwa zur Anwahl des Stockwerks in einem Aufzug, der Schlüssel kann hier nur in einer Stellung abgezogen werden. 
Bei einem Schlüsselschalter kann der Schlüssel in zwei oder mehr Stellungen einrasten, meist auch in jeder Rastposition abgezogen werden und dient zum Setzen eines Schaltzustandes, etwa bei einer Schiebetür (Offen, Geschlossen, Nur Ausgang, Automatik). Das Betätigen eines Schlüsselschalters wird mitunter als schlüsseln bezeichnet.
Der Einsatzzweck ist meist die Absicherung von kritischen, besonders schützenswerten Schaltvorgängen. Beispiele:
- Starten eines Kraftfahrzeugs (Zündschloss)
- Bedienung von potenziell gefährlichem Gerät (z. B. Müllpresse)
- Einschalten eines Stromkreises im Labor
- Zurücksetzen eines Not-Aus
- (Un-)scharfschalten einer Alarmanlage
- (Vorzugs-)Steuerung von Aufzügen
- Ausweisung gegenüber einem Zutrittskontrollsystem oder dessen Steuerung (z. B. Torantrieb)
- Betätigen von Sonderampeln durch Fahrzeugführer im ÖPNV

Verwandt mit dem Schlüsselschalter sind Kartenleser, welche bei vielen Kreditinstituten zu finden sind. Hierzu steckt man die Karte in den Slot des Lesers und kann anschließend die Türe öffnen. Einen ähnlichen Zweck erfüllen auch die Iris- oder Fingerabdruckscanner (Biometrie).